# Уда (приток Селенги)
Уда́ (бур. Үдэ гол) — река в Забайкалье, правый приток Селенги. Протекает по территории Еравнинского, Хоринского, Заиграевского районов и городского округа Улан-Удэ Республики Бурятия.

## География и гидрология
Длина реки — 467 км, площадь водосборного бассейна — 34,8 тыс. км². Питание преимущественно снеговое и дождевое. Среднегодовой расход воды в 5 км от устья — 69,8 м³/с, наибольший — 1240 м³/с, наименьший — 1,29 м³/с. В верховьях перемерзает на 2,5—4,5 месяца (декабрь — апрель). Замерзает в октябре — ноябре, вскрывается в апреле — начале мая.
Исток Уды находится на Витимском плоскогорье в 45 км к востоку от Соснового озера системы Еравнинских озёр. Основное направление течения реки — юго-западное. До района улуса Хангир около 140 км Уда течёт в горно-таёжной ненаселённой местности. У Хангира, приняв правый приток Погромку и левый, Танготу, Уда входит в постепенно расширяющуюся межгорную долину (Удино-Иволгинская впадина). Немногим ниже Хоринска в реку впадают два крупных притока — Она справа и Худан слева. У села Новая Курба справа в Уду впадает река Курба. Выше пгт Онохой река слева принимает приток Брянку. Впадает в Селенгу в центральной части города Улан-Удэ. В устье находятся несколько пойменных островов.
Удинская долина является структурой Джидино-Витимской группы впадин, разделяющей горные системы Прибакайлья и Западного Забайкалья. На юго-западе она переходит в Иволгинскую впадину, с которой составляет единую систему понижений. С юга долина ограничена (с запада на восток) северными отрогами хребтов Цаган-Дабан и Худанского, с севера — южными отрогами хребтов Улан-Бургасы, Курбинского, Зусы.
В среднем бассейне реки, по её притокам, находятся особо охраняемые природные территории Бурятии — заказники Ангирский в Заиграевском районе, и Худакский в Хоринском районе; в верхнем течении Уды, в Еравнинском районе, находится Мохейский заказник.

## Основные притоки
(расстояние от устья)
- 48 км: Брянка (лв)
- 84 км: Курба (пр)
- 200 км: Худан (Кодун, лв)
- 206 км: Она (пр)
- 295 км: Эгита (Поперечная, пр)
- 337 км: Погромка (пр)
- 386 км: Мухей (Мохей, лв)

## Населённые пункты
Удинская долина является самой населённой в Бурятии. В устье реки, по обоим берегам, на протяжении 20 км до впадения в Селенгу, расположена столица республики — город Улан-Удэ. На берегах Уды и в её долине (сверху вниз) находятся сёла Еравнинского района — Хангир, Усть-Эгита, Тужинка, сёла Хоринского района — Георгиевское, Булум, Хоринск (райцентр), Кульск, Кульский Станок, Санномыск, Баян-Гол, Удинск, Тарбагатай, Верхние Тальцы, Додо-Гол, населённые пункты Заиграевского района — сёла Старая Курба, Новая Курба, Петропавловка, Первомаевка, Нарын-Ацагат, Усть-Брянь, Старый Онохой, Нарын-Шибирь, Дабата, Эрхирик, пгт Онохой, посёлок Нижние Тальцы.

## Этимология
Существует несколько версий происхождения названия реки:
- наиболее вероятная, от древнемонгольского «уда» — «ива» (прамонг. huda, письм.-монг. uda, ср.-монг. xutan, халх. ud, эвенк. hede pte — «вяз», тюрк. ude-ηki — «ивовые»). По наличию зарослей ивовых по берегам и островам реки, что согласуется с действительностью.

Следующие, во многом спорные:
- от меркитского племени уду (удуит), жившего в XII веке по Орхону и Селенге[4];
- от монгольского слова «удэ», что в переводе означает «полдень». Древняя легенда говорит, что однажды монгольские войска или кочевники прибыли к этой реке во время обеда, в полдень, и назвали безымянную реку Удой (???);
- от селькупского «ут» — вода, или самодийского — рука (?).

## Транспортная сеть
По долине реки Уды, параллельно реке, проходят следующие региональные автодороги:
- Автодорога Р436 Улан-Удэ — Романовка — Чита идёт по правому борту долины реки на протяжении 200 км.
- Автодорога 03К-010 Улан-Удэ — Заиграево — Кижинга — Хоринск идёт по левому борту долины реки порядка 30 км до восточной окраины пгт Онохой, откуда уходит на юго-восток республики на южную сторону Худанского хребта, и возвращается в долину Уды в устье реки Худан и далее идёт до Хоринска 5 км.
- Верхнеталецкий тракт, включающий автодороги 03К-011 и 03К-012, идёт на протяжении 115 км по левому борту долины Уды от реки Брянки до устья реки Худан.

## История заселения
Летом 1924 года археологическая экспедиция Восточно-Сибирского отдела РГО исследовала долину Уды и Сосновоозёрскую котловину. Были обнаружены неолитические стоянки у сёл Сосновка (у озера Сосновое), Весёлое, Ширинга, Кульск, Санномыск, Верхние Тальцы, Новая Курба, Старая Курба, Онохой. Также стоянки были обнаружены у притоков реки — Оны и Брянки.

## Галерея
- Долина Уды близ посёлка Зун-Хурай
- Удинская набережная
- Удинская набережная

## Данные водного реестра
По данным государственного водного реестра России и геоинформационной системы водохозяйственного районирования территории РФ, подготовленной Федеральным агентством водных ресурсов:
- Бассейновый округ — Ангаро-Байкальский
- Речной бассейн — Селенга (российская часть бассейнов)
- Водохозяйственный участок — Уда